# Saison 2 de Tyrant
Chronologie
Saison 1 Saison 3
Cet article présente le guide des épisodes de la deuxième saison de la série télévisée américaine Tyrant.

## Généralités
- Aux États-Unis, cette saison a été diffusée du 16 juin 2015 au 1er septembre 2015 sur FX.
- Au Canada, elle a été diffusée en simultané sur FX Canada.

## Distribution

### Acteurs principaux
- Adam Rayner (VF : Damien Boisseau) : Bassam « Barry » Al Fayeed
- Jennifer Finnigan (VF : Hélène Bizot) : Molly Al Fayeed
- Ashraf Barhom (VF : Gilles Morvan) : Jamal Al Fayeed
- Fares Fares (VF : Nessym Guetat) : Fauzi Nadal
- Moran Atias (VF : Marie Zidi) : Leila Al Fayeed
- Noah Silver (en) (VF : Gabriel Bismuth-Bienaimé) : Sammy Al Fayeed
- Anne Winters (VF : Jessica Monceau) : Emma Al Fayeed
- Mehdi Dehbi (VF : Alexandre Nguyen) : Abdul
- Salim Daw (VF : Omar Yami) : Yussef
- Alice Krige (VF : Maïté Monceau) : Amira Al Fayeed
- Justin Kirk (VF : Pierre Tessier) : John Tucker
- Cameron Gharaee (VF : Nathanel Alimi) : Ahmed Al-Fayeed
- Sibylla Deen (VF : Audrey Sablé) : Nusrat Al-Fayeed

### Acteurs récurrents
- Mor Polanuer (VF : Alice Taurand) : Samira Nadal
- Raad Rawi (VF : Saïd Amadis) : Khaled
- Oshrat Ingedashet (VF :Marine Tuja) : Reema
- Mohammad Bakri (VF : Igor De Savitch) : Sheik Rashid
- Alexander Karim (VF : Stéphane Fourreau) : Ihab Rashid
- Wrenn Schmidt (VF : Pamela Ravassard) : Jenna Olson
- Leslie Hope (VF : Véronique Augereau) : Lea Exley
- Omar Maskat (VF : Yoann Borg) : Marwan[1]
- Keon Alexander (VF : Benjamin Penamaria) : Rami Said [2]
- Jake Weber (VF : Pierre Tessier) : Jimmy Stone [3]
- Melia Kreiling (VF : Olivia Nicosia) : Daliyah Al-Yazbek

## Épisodes

### Épisode 1:Exécution
- États-Unis /  Canada : 16 juin 2015 sur FX[4] / FX Canada
- Suisse : 16 décembre 2016 sur RTS Deux[5]

### Épisode 2:L'attentat
- États-Unis /  Canada : 23 juin 2015 sur FX / FX Canada
- Suisse : 16 décembre 2016 sur RTS Deux

### Épisode 3:Prières
- États-Unis /  Canada : 30 juin 2014 sur FX / FX Canada
- Suisse : 13 janvier 2017 sur RTS Deux

- États-Unis : 1,10 million de téléspectateurs[8] (première diffusion)

### Épisode 4:Une maison bâtie sur du sable
- États-Unis /  Canada : 7 juillet 2014 sur FX / FX Canada
- Suisse : 13 janvier 2017 sur RTS Deux

- États-Unis : 1,24 million de téléspectateurs [9] (première diffusion)

### Épisode 5:Une vipère au palais
- États-Unis /  Canada : 14 juillet 2015 sur FX / FX Canada
- Suisse : 20 janvier 2017 sur RTS Deux

- États-Unis : 1,16 million de téléspectateurs [10] (première diffusion)

### Épisode 6:L'autre frère
- États-Unis /  Canada : 21 juillet 2015 sur FX / FX Canada
- Suisse : 20 janvier 2017 sur RTS Deux

- États-Unis : 1,08 million de téléspectateurs [11] (première diffusion)

### Épisode 7: 'L'horrible grâce de Dieu
- États-Unis /  Canada : 28 juillet 2015 sur FX / FX Canada
- Suisse : 27 janvier 2017 sur RTS Deux

- États-Unis : 1,20 million de téléspectateurs [12] (première diffusion)

### Épisode 8:Pères et fils
- États-Unis /  Canada : 4 août 2015 sur FX / FX Canada
- Suisse : 27 janvier 2017 sur RTS Deux

- États-Unis : 1,13 million de téléspectateurs[13] (première diffusion)

### Épisode 9:Mauvaise cible
- États-Unis /  Canada : 11 août 2015 sur FX / FX Canada
- Suisse : 3 février 2017 sur RTS Deux -- à partir de cet épisode, décalage de la programmation d'une semaine à cause de l'Open d'Australie

- États-Unis : 1,35 million de téléspectateurs [14] (première diffusion)

### Épisode 10:Zanjir
- États-Unis /  Canada : 18 août 2015 sur FX / FX Canada
- Suisse : 3 février 2017 sur RTS Deux

- États-Unis : 1,20 million de téléspectateurs  [15] (première diffusion)

### Épisode 11:Tempête du désert
- États-Unis /  Canada : 25 août 2015 sur FX / FX Canada
- Suisse : 10 février 2017 sur RTS Deux

- États-Unis : 1,23 million de téléspectateurs[16] (première diffusion)

### Épisode 12:La paix sur Abbudin
- États-Unis /  Canada : 1er septembre 2015 sur FX[17] / FX Canada
- Suisse : 10 février 2017 sur RTS Deux

- États-Unis : 1,25 million de téléspectateurs [18] (première diffusion)